# Capraria integrifolia
Capraria integrifolia är en flenörtsväxtart som beskrevs av M. Mart. och Gal.. Capraria integrifolia ingår i släktet Capraria och familjen flenörtsväxter. Inga underarter finns listade i Catalogue of Life.